# برانكو دامليانوفيتش
برانكو دامليانوفيتش (بالصربية: Бранко Дамљановић)‏ Branko Damljanović (ولد في 17 يونيو 1961 في نوفي ساد) لاعب شطرنج صربي يحمل لقب أستاذ كبير.

## إنجازات
- حقق انتصارات في دورات جراتس 1987، نيا ماكري 1990، بلغراد 1992، ساراغوسا 1993، آكرونيا 1996، فراسكاتي 2006.

## ألقاب
- حصل على لقب أستاذ دولي عام 1982.
- حصل على لقب أستاذ كبير عام 1989.

## تصنيف
```
* أفضل تصنيف إيلو له كان 2625 نقطة في يوليو 2006.
```

- كان المصنف رقم 5 في صربيا في يناير 2015.

## روابط خارجية
- برانكو دامليانوفيتش على موقع الاتحاد الدولي للشطرنج (الإنجليزية)
- برانكو دامليانوفيتش على موقع مباريات الشطرنج (الإنجليزية)
- برانكو دامليانوفيتش على موقع 365Chess.com (الإنجليزية)
- برانكو دامليانوفيتش على موقع Chesstempo.com (الإنجليزية)
- برانكو دامليانوفيتش سجل أولمبياد الشطرنج على موقع OlimpBase.org (الإنجليزية)